# Trust, but verify
Trust, but verify（「トラスト、バット・ヴェリファイ」）は、ロシアのことわざ「Доверяй, но проверяй」（「ドヴィリャイ、ノ・プロヴィリャイ」）を英語に翻訳した言葉で、「信頼せよ、されど確認せよ」 を意味する。ロシア史の研究者、スザンヌ・マースィーがロナルド・リーガン(Ronald Reagan)にこの言葉を教え、リーガンがミハイル・ゴルバチョフ(Михаил Горбачев)と核軍備の縮小について交渉した際にこの言葉を何度か引用し、それ以降、国際的に知られるようになった。

## 背景

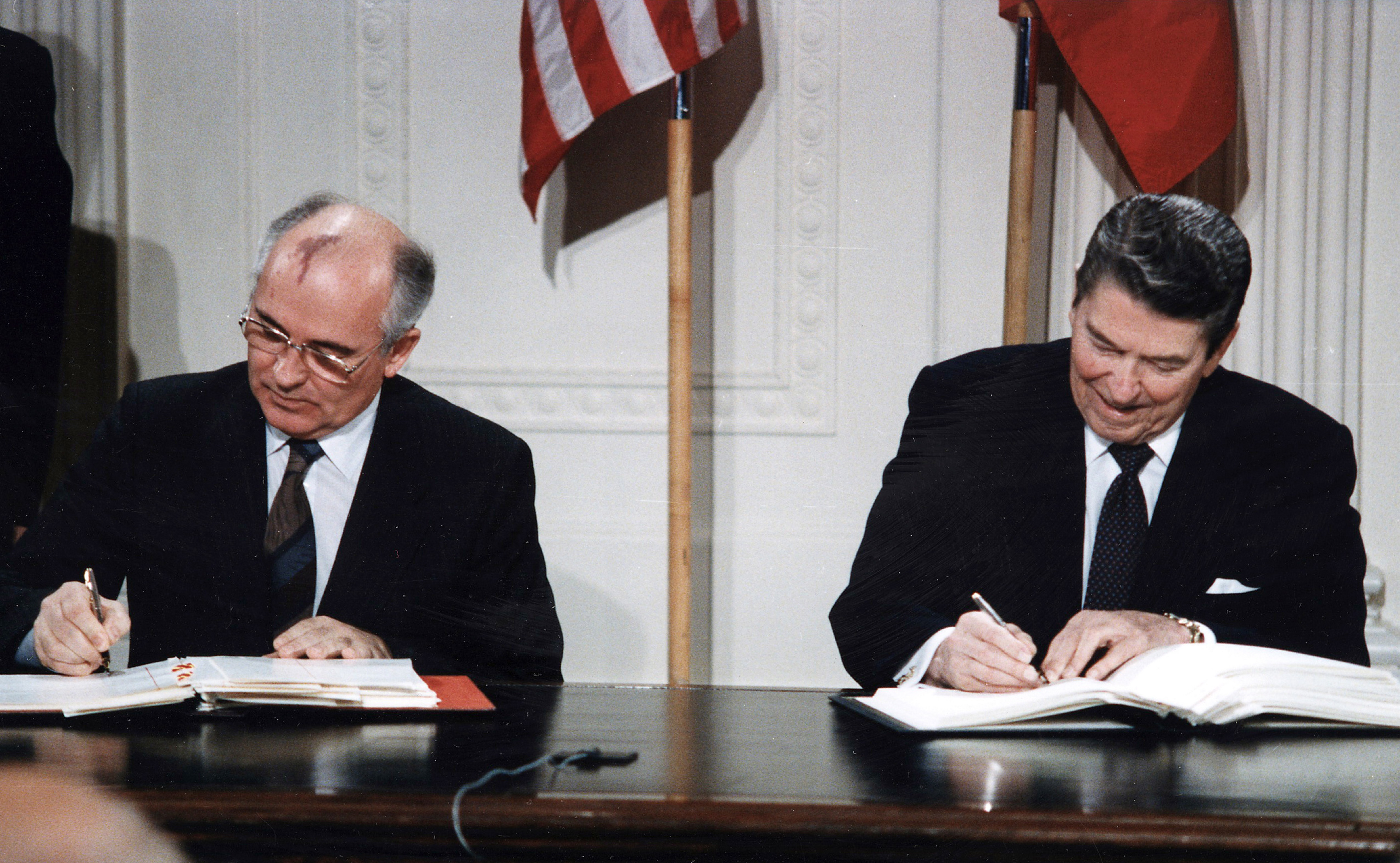
ミサイル条約に署名するリーガンとゴルバチョフ（1987年12月8日）

ロシア史の研究家、スザンヌ・マースィーは、1984年から1987年にかけてロナルド・リーガンと何度も会い、ロシアのことわざである「Доверяй, но проверяй」（「ドヴィリャイ、ノ・プロヴィリャイ」、「信頼せよ、されど確認せよ」）を教えた。マースィーはレーガンに対し、「ロシア人は、会話の中でことわざをよく引用します。ことわざをいくつか知っておいてください。あなたは俳優なのだから、すぐに覚えられるはず」と伝えた。レーガンはアメリカとソ連の関係について議論する際にこのことわざをしばしば引用するようになった。1987年12月8日、レーガンが「the extensive verification procedures that would enable both sides to monitor compliance with the treaty」（「アメリカとソ連の双方が条約の遵守の監督を可能にするための幅広い検証手続き」）を強調するためにこの言葉を引用したのち、「The Intermediate Nuclear Force Treaty, INF」（「中距離核戦力全廃条約」）が締結された。この条約の骨子は、アメリカとソ連の双方が、お互いの国の武器庫から、短距離核ミサイル、中距離核ミサイルを廃棄する、というものであった。西ミシガン大学(Western Michigan University)のウィリアム・D・ワトソン(William D. Watson)は、「ソ連の内外で時を過ごしたゴルバチョフの政策とその人柄を体現したものだ」と書いた。リーガンがこのことわざで調印前の挨拶を締めくくると、ミハイル・ゴルバチョフは笑顔で「あなたは会談のたびにいつもその言葉を使っていますね」と返答し、会場は笑いと拍手に包まれ、リーガンは「I like it.」（「気に入っているのです」）と返答した。
ゴルバチョフはラルフ・ウォルドー・エマーソン(Ralph Waldo Emerson)の言葉「The reward of a thing well done is to have done it.」（「物事がうまくいったことに対する報酬は、それを成し遂げたという事実そのものである」）を引用した。ゴルバチョフが学生だったころ、エマーソンの名はソ連でよく知られていたのだという。

## 影響力
1995年、「Trust and Verify」（「信頼と確認」）なる言い回しが、国防脅威削減局(The Defense Threat Reduction Agency)に統合される前の「現地査察局」(The On-Site Inspection Agency)の標語として使われた。
作家のディヴィッド・T・リンドゥグレン(David T. Lindgren)は、2000年に『Trust But Verify: Imagery Analysis in the Cold War』（『信頼はすれど、確認はせよ：冷戦下の画像解析』）と題した本を出版した。これは、冷戦の時代、ソ連の航空・衛星画像の解析が、超大国の軍備管理において如何に重要な役割を果たしたかについてまとめている。
2001年、国立基盤保護本部(The National Infrastructure Protection Center)は、電子メールに添付されるウイルスから個人と企業を守る方法について記した論文『Trust but verify』を発表した。
2013年8月のグータ化学攻撃(The 2013 Ghouta attacks)のおり、国務長官のジョン・ケリー(John Kerry)はスイスで記者会見を行い、アメリカとロシアでシリアの化学兵器を廃棄する枠組みで合意した趣旨を発表した。ケリーはその際に「リーガン大統領の古い格言である『Trust but Verify』...は、改訂する必要があります。我々はここで『Verify and verify』（『検証に検証を重ねよう』）という基準を約束しました」と述べた。
2015年、アメリカの共和党と民主党の両党が、イランの核兵器協定の枠組みの賛否について論じる際にこの言い回しを引用した。
2019年、アメリカのケーブル・テレビ放送局『HBO』が放映する連続ドラマ『Chernobyl』に登場したКГБの第一副議長はこの言葉を引用している。
中国とインドの間で国境紛争が発生した際にもこの言葉が引き合いに出されることがある。インドの報道機関は、「Distrust until fully and comprehensively verified」（「完全かつ徹底的に検証されるまで、信用するな」）、「Verify and still not trust」（「検証できても、信用するな」）なる言い回しを考案した。
2020年7月24日、国務長官のマイケル・ポンペオ(Michael Pompeo)は、「リチャード・ニクソン大統領図書館」(The Richard Nixon Presidential Library)で演説を行った。彼は「これまで、アメリカは中国との交流は明るい未来をもたらし、中国は国際舞台において礼節と協力を約束する、と信じていた」「アメリカと中国の交流は、リチャード・ニクソン(Richard Nixon)が望んでいた変化をもたらすことは無かった」と語り、「ロナルド・リーガンはソ連に対しては「Trust, but verify」の姿勢でしたが、今後、アメリカは中国に対して『Distrust and Verify』（「信用せずに検証せよ」）の姿勢で臨まねばなりません」と発言した。

## 語源
この言い回しの起源自体は不明であるが、ヴラジーミル・レーニン(Владимир Ленин)とヨシフ・スターリン(Иосиф Сталин)の言葉を言い換えたものである可能性がある。ヴラジーミル・ダーリ(Владимир Даль)が1879年に編纂したことわざの手引書には、この言い回しは含まれていない。レーニンはこれと似たような意味の言葉を自分の著書で使っている。
- 「Не верить на слово, проверять строжайше — вот лозунг марксистов рабочих.」（「言葉は鵜呑みにするな。あらゆる物事を注意深く精査せよ。それがマルクス主義の労働者の標語である」）[20]

- 「Проверять людей и проверять фактическое исполнение дела —  в этом теперь гвоздь всей работы.」）「どんな人物なのかを確認し、実際になされた行動の結果を検証する。これなのだ。これこそが、今や我々のすべての活動および政策全体の中心的な特徴なのだ」）[21]

- 1917年に発表した『争いの構造化の方法』の中では、社会主義社会の全階層において、厳密且つ相互的な「説明と精査」の必要性を強調しており、これらの言葉を9回繰り返し用いている[22]。

- スターリンは、ハンガリーの共産政治家、クン・ベーラ(Kun Béla)との面談で「Здоровое недоверие — хорошая основа для совместной работы.」（「協力関係における優れた土台となるのは、堅実な不信である」）と述べた[23]。

## 参考
1. ↑  Suzanne Marssie. “The Reagan Years 1984-88”. suzannemassie.com. 2006年5月18日時点のオリジナルよりアーカイブ。2022年11月5日閲覧。
2. ↑  Suzanne Massie speaking on the 22nd Episode of the television documentary, Cold War (TV series).
3. 1 2 3  Barton Swaim (2016年3月11日). “'Trust, but verify': An untrustworthy political phrase”. The Washington Post. 2021年2月4日時点のオリジナルよりアーカイブ。2022年11月5日閲覧。
4. 1 2  Shanker, Thom (1987年12月9日). “Battle Turns Gentle With Proverbs Galore”. Chicago Tribune. 2015年10月9日時点のオリジナルよりアーカイブ。2022年11月5日閲覧。
5. 1 2  Shevchenko, Nikolay (2019年6月17日). “Did Reagan really coin the term 'Trust but verify,' a proverb revived by HBO's Chernobyl?”. Russia Beyond. 2019年6月17日時点のオリジナルよりアーカイブ。2022年11月5日閲覧。
6. 1 2  Shipler, David K. (1987年12月9日). “Reagan and Gorbachev Sign Missile Treaty and Vow to Work for Greater Reductions”. The New York Times. 2013年12月8日時点のオリジナルよりアーカイブ。2022年11月5日閲覧。
7. 1 2  Watson, William D. (2011年12月). “Trust, but Verify: Reagan, Gorbachev, and the INF Treaty”. Hilltop Review.   Western Michigan University. 2022年11月5日閲覧。
8. ↑  “Remarks on Signing the Intermediate-Range Nuclear Forces Treaty” (1987年12月8日). 2009年7月12日時点のオリジナルよりアーカイブ。2022年11月5日閲覧。
9. ↑  “DoD News Briefing: Brigadier General Gregory G. Govan, USA, On-Site Inspection Agency”. United States Department of Defense (1995年2月22日). 2016年11月26日閲覧。
10. ↑  Lindgren, David T. (November 2000). Trust But Verify: Imagery Analysis in the Cold War. Annapolis, Md.: Naval Institute Press. pp. xiii+222
11. ↑  Day, Dwayne A. (October 2001). “Trust but Verify: Imagery Analysis in the Cold War (review)”. Technology and Culture 42 (4):  822–823. doi:10.1353/tech.2001.0156.
12. ↑  Trust but verify [electronic resource] : a guide to using e-mail correspondence (Report). Washington, D.C.: The National Infrastructure Protection Center (U.S.). 2001.
13. ↑  “Kerry, Lavrov: Syria to Give Up the Stash in 1 Week—Maybe”. The Jewish Press (2013年9月14日). 2013年9月15日時点のオリジナルよりアーカイブ。2022年11月5日閲覧。
14. ↑  Chu, Henry (2013年9月14日). “U.S., Russia agree on a disposal plan for Syria's chemical weapons”. Los Angeles Times. 2013年9月15日時点のオリジナルよりアーカイブ。2022年11月5日閲覧。
15. ↑  “China's push for border deal: Why India must 'trust but verify' - World News , Firstpost”. Firstpost (2013年5月15日). 2022年11月5日時点のオリジナルよりアーカイブ。2022年11月5日閲覧。
16. ↑  Samanta, Pranab Dhal (2020年7月3日). “India-China relationship: Distrust until verified is new code for India”. The Economic Times. 2020年8月3日時点のオリジナルよりアーカイブ。2022年11月5日閲覧。
17. ↑  Gharekhan, C. r (2020年7月7日). “India's foreign relations and the course of history”. The Hindu. 2020年7月7日時点のオリジナルよりアーカイブ。2022年11月5日閲覧。
18. ↑  “Disengage, but verify”. The Indian Express (2020年6月25日). 2020年6月25日時点のオリジナルよりアーカイブ。2022年11月5日閲覧。
19. ↑   徐崇哲: “蓬佩奧籲全球聯手改變中共 對抗暴政捍衛自由[影]”. Central News Agency (2020年7月24日). 2020年7月24日時点のオリジナルよりアーカイブ。2022年11月5日閲覧。
20. ↑  “Lenin: Adventurism”. marxists.org. 2021年2月19日閲覧。
21. ↑  “The International and Domestic Situation Of The Soviet Republic”. marxists.org. 2021年2月19日閲覧。
22. ↑  “How to Organise Competition?”. marxists.org. 2021年2月19日閲覧。
23. ↑  “Доверяй, но проверяй”. dslov.ru. 2021年2月19日閲覧。